# Jerzy Jachowicz
Jerzy Mieczysław Jachowicz (ur. 15 maja 1938 w Sochaczewie) – polski dziennikarz, publicysta.

## Życiorys
Przed 1989 działał w opozycji demokratycznej (NSZZ „Solidarność”). W latach 1989–2005 był dziennikarzem „Gazety Wyborczej”, jednym z prekursorów dziennikarstwa śledczego w Polsce.
Zajmował się głównie problematyką przestępczości zorganizowanej i jej powiązań z dawnym aparatem bezpieczeństwa PRL. Pisał m.in. o zabójstwie Grzegorza Przemyka, niszczeniu dokumentów na zlecenie gen. Buły.
Od 2005 pracował jako dziennikarz tygodnika „Newsweek Polska”, zaś od 2006 w „Dzienniku”. Od 2008 na antenie Programu III Polskiego Radia w porannym wydaniu audycji „Zapraszamy do Trójki” prowadził cykl „Z Archiwum Jerzego Jachowicza”, gdzie opowiadał o wybranych przez siebie wydarzeniach, które badał jako dziennikarz śledczy. Zrezygnował z tej pracy 2 marca 2009 w reakcji na odwołanie Krzysztofa Skowrońskiego z funkcji dyrektora Programu III.
Jerzy Jachowicz do końca 2010 współpracował z informacyjnym portalem internetowym Telewizji Polskiej – tvp.info, a do listopada 2012 z tygodnikiem „Uważam Rze”.
Obecnie prowadzi audycję „W Jamie Jachowicza” w internetowym Radiu Wnet. Publikuje również w „Gazecie Polskiej Codziennie”, a od listopada 2012 jest stałym felietonistą-komentatorem tygodnika W Sieci.
Jest członkiem Stowarzyszenia Wolnego Słowa. Autor książki Z archiwum Jerzego Jachowicza (Kraków: Wydawnictwo Otwarte 2008).
W styczniu 2023 został prawomocnie skazany z art. 212 par. 2 kodeksu karnego, za zniesławienie prokuratora Dariusza Korneluka. W grudniu 2023 został ułaskawiony przez Andrzeja Dudę.
Wszedł w skład komitetu wspierającego kandydaturę Karola Nawrockiego na prezydenta RP w wyborach w 2025.

## Życie prywatne
W kwietniu 1990 nieznani sprawcy podpalili jego mieszkanie w Pruszkowie. W wyniku pożaru zginęła żona dziennikarza, Maria z domu Chiniec. Jego syn, Piotr Jachowicz (ur. 1967), jest scenarzystą.
W 2023 przeszedł zawał mięśnia sercowego.
O losach Jerzego Jachowicza opowiada film fabularny Tomasza Dudziewicza Tu stoję... (1993). W rolę dziennikarza (w filmie o nazwisku Lech Bentkiewicz) wcielił się Lech Łotocki.

## Ordery i odznaczenia
11 listopada 2017 został odznaczony przez Prezydenta RP Andrzeja Dudę Krzyżem Komandorskim Orderu Odrodzenia Polski za wybitne zasługi w działalności na rzecz przemian demokratycznych w Polsce, za osiągnięcia w pracy dziennikarskiej i publicystycznej. W 2018 został wyróżniony Medalem Stulecia Odzyskanej Niepodległości.